# Max Götze
Pour les articles homonymes, voir Götze.
Max Götze, né le 13 octobre 1880 à Berlin et mort le 29 octobre 1944, est un coureur cycliste sur piste allemand des années 1900. Il est le frère de Bruno Götze.

## Palmarès
- 1906
  -  Médaillé d'argent en Tandem aux Jeux intercalaires d'Athènes (avec Bruno Götze)

- 1908
  -  Médaillé d'argent en poursuite par équipe aux Jeux olympiques de Londres (avec Karl Neumer, Rudolf Katzer et Hermann Martens)